# آنا ماريا براغا
آنا ماريا براغا (بالبرتغالية: Ana Maria Braga‏) هي مقدمة تلفزيونية وصحفية برازيلية، ولدت في 1 أبريل 1949 في São Joaquim da Barra ‏ في البرازيل.

## وصلات خارجية
- آنا ماريا براغا على موقع IMDb (الإنجليزية)
- آنا ماريا براغا على موقع ميوزك برينز (الإنجليزية)
- آنا ماريا براغا على موقع أول موفي (الإنجليزية)
- آنا ماريا براغا على موقع أول ميوزيك (الإنجليزية)
- آنا ماريا براغا على موقع ديسكوغز (الإنجليزية)
- آنا ماريا براغا على موقع قاعدة بيانات الفيلم (الإنجليزية)